# Sedenhorstia
Sedenhorstia è un genere di pesci ossei estinto, appartenente agli elopiformi. Visse nel Cretaceo superiore (Cenomaniano - Campaniano, circa 90 - 75 milioni di anni fa) e i suoi resti fossili sono stati ritrovati in Europa e in Medio Oriente.

## Descrizione
Questo pesce, la cui lunghezza media non oltrepassava i 15 centimetri, era di forma piuttosto affusolata ma compatta, con un corpo cilindrico e la bocca in posizione terminale. L'aspetto era molto simile a quello dell'attuale Elops e, per certi aspetti, a quello del grande Megalops. Tuttavia, a differenza di quest'ultimo, la mandibola non aveva la condizione di prognatismo. Sedenhorstia possedeva scaglie piccole, sottili e di forma tondeggiante. Erano inoltre presenti piccolissime ossificazioni lungo la linea mediana del dorso, prima dell'unica pinna dorsale. I denti erano disposti lungo una singola fila, ed erano piccoli e appuntiti. La volta cranica era leggermente convessa.

## Classificazione
Il genere Sedenhorstia venne istituito nel 1940 da White e Moy-Thomas, per accogliere una specie di pesce osseo rinvenuto nell'Ottocento nel giacimento tedesco di Sendenhorst, risalente al Campaniano e attribuito al genere Microcoelia (nome già utilizzato per un lepidottero) da von der Marck; la specie tipo è Sedenhorstia granulata. Successivamente a questo genere vennero attribuite altre specie provenienti dal Cenomaniano del Libano: Sedenhorstia dayi, S. libanica e S. orientalis.
Sedenhorstia appartiene agli elopiformi, un gruppo di pesci ossei vicini agli anguilliformi e agli albuliformi, attualmente rappresentati dai soli generi Elops e Megalops. Non sono chiare le parentele di Sedenhorstia con le forme attuali, ed è stato variamente avvicinato all'uno o all'altro genere. Un altro elopiforme ben noto, proveniente dal Cretaceo libanese, è Davichthys; nel giacimento di Sendenhorst è invece presente Dactylopogon. 